# Эйсер, Джордж
Джордж Эйсер (англ. George Eyser; имя при рождении — Георг Людвиг Фридрих Юлиус Айзер (нем. Georg Ludwig Friedrich Julius Eÿser), 31 августа 1870, Киль, Германия — 6 марта 1919, Денвер, США) — американский гимнаст немецкого происхождения, трёхкратный чемпион и трижды призёр летних Олимпийских игр 1904 (все медали были выиграны в течение одного дня). Наиболее титулованный инвалид в истории Олимпийских игр.
Родился в немецком Киле, в 1885 году семья эмигрировала в США. В молодости почти полностью потерял левую ногу, попав под поезд. Выступал на деревянном протезе.
На Играх 1904 года в Сент-Луисе в гимнастике Эйсер участвовал в девяти дисциплинах. Он выиграл золотые медали в упражнениях на брусьях, в опорном прыжке и в лазании по канату. Также он получил серебряные награды в первенстве на семи снарядах и соревнованиях на коне, а также бронзовую в состязании на перекладине. Помимо этого, Эйсер занял четвёртое место в командном первенстве, 71-е в личном первенстве и 10-е в первенстве на девяти снарядах.
Также Эйсер соревновался только в троеборье (прыжок в длину, толкание ядра и рывок на 100 метров), в котором он занял последнее 118-е место. Эта дисциплина в разных источниках рассматривается, как часть легкоатлетической (согласно набору дисциплин) или гимнастической программы (согласно составу участников) Игр. МОК рассматривает это троеборье, как легкоатлетическое соревнование.